# Bitte nicht sterben
Bitte nicht sterben ist ein Roman von Gabriele Wohmann, der 1993 bei Piper in München erschien. Benoît Pivert in einem Interview mit der Autorin anlässlich ihres 70. Geburtstages: „Der Roman ist ja stark autobiographisch.“
Elly Schippers übertrug den Text 1996 ins Niederländische: Niet sterven alsjeblieft.

## Inhalt
Ort der Handlung ist eine südhessische Stadt am Fuße des Melibokus.
Die kinderlose 60-jährige Erzählerin, eine Filmemacherin, schreibt ein Buch über ihre Mutter. Sein Arbeitstitel lautet: Bitte nicht sterben. Ihre Mutter, die 91-jährige evangelische Pfarrerswitwe Louisa, lebt zumeist zusammen mit ihren beiden Schwestern – der 89-jährigen Marie Rosa Lietzmann und der 70-jährigen ehemaligen Religionslehrerin Bertine. Marie Rosa und Bertine sind Berufsmusikerinnen. Bertine, „eine exzellente Pianistin“, war zwanzig Jahre Organistin und Kirchenchorleiterin. Louisa war als junges Mädchen nach dem Abitur berufstätig gewesen und hatte dann als jüngere Frau vor der Gemeinde ihres Mannes mit ihrer ausgebildeten Sopranstimme brilliert. Eigentlich ist die Erzählerin die einzige der vier Kinder Louisas, die sich um die Mutter kümmert. Das erscheint ganz natürlich, weil sie mit ihrem gleichaltrigen Gatten Rupert Friedhelm in der Nähe wohnt. Die Geigerin und Bratschistin Edith, die Schwester der Erzählerin, wohnt zwar in der nicht allzu weit entfernten Schweiz und schickt des Öfteren Fresspakete, doch ihre Kurzbesuche sind eher seltene Ereignisse. Zudem ist über den Roman hinweg eine Fluchtbewegung Ediths beobachtbar. Beim Erklimmen der Karriereleiter weicht diese Tochter – im Rentenalter weiter als Bibliothekarin tätig – nach Maine aus. Entsprechend müssen die Brüder der Erzählerin beurteilt werden. Beide sind abwesend. Der jüngere Bruder ist als Pfleger im Zürcher Kantonshospital wirklich unabkömmlich. Der ältere Bruder der Erzählerin, er ist verheiratet, steht mit der Mutter im Briefwechsel. Gegen Romanende scheint es so, als seien die Tage oder auch Wochen der bettlägerig gewordenen und ernsthaft erkrankten Louisa gezählt.
Es geht nun in dem Roman nicht darum, ob Louisa sterben wird. Es geht auch nicht darum, wann und wie das geschieht, sondern das Romanthema lautet: Wie kümmert sich die Erzählerin um ihre alternde Mutter? Die Antworten sind ungewöhnlich herzerfrischend. Immer wieder sucht die Erzählerin zusammen mit ihrem Rupert Friedhelm, einem ehemaligen Dramaturgen am Stadttheater, die Mutter und ihre zwei Tanten auf. Die Erzählerin erfindet ein die alten Damen aufmunterndes Gesellschaftsspiel zu fünft. Dieses dient nicht nur vordergründig der Materialsammlung für den titelgebenden Roman, sondern heitert die drei Besuchten auf: „Wir wollen nicht ins Buch. Wir wollen nicht fotografiert werden – wenn Ja, höchstens von hinten“, sagen sie an dem einen Besuchstag und das Gegenteil äußern sie am nächsten. Marie Rosa nimmt den Tod, vor dem sie steht, spaßig; wünscht ihn den anderen wegen der „Beerdigungsscherereien“. Rupert Friedhelm spielt mit. Die beiden Tanten Marie Rosa und Bertine arbeiten der Erzählerin handschriftlich für ihr Buchprojekt Bitte nicht sterben zu. Die Erzählerin zitiert die Ausführungen und wirft somit nebenbei etliche Schlaglichter auf die Zeit des Nationalsozialismus in Deutschland.

## Zitate
- Die Erzählerin über ihr Buchprojekt
  - „Schreiben ist übertreiben.“[3]
  - „Ein Schriftsteller, der Rücksichten nimmt, taugt nichts.“[4]
- Marie Rosa scherzt: „Ich will in meiner Todesanzeige meine klägliche Rente drinhaben...“[5]
- Karl Barth zu einem Studenten, der Angst vor dem Tod zeigt: „Aber dann geht doch der Vorhang erst richtig auf.“[6]

## Autobiographisches
Zur obigen Mutmaßung zum Ort der Handlung kommt die im Artikelkopf zitierte Behauptung Benoît Piverts hinzu. Es gibt noch ein paar Fakten und Ähnlichkeiten als „Textbelege“. Marie Rosa Lietzmann schreibt an die 60-jährige Autorin des Buches Bitte nicht sterben am 11. Juli 1992 einen Brief. 1932 ist das Geburtsjahr Gabriele Wohmanns. Der verstorbene Vater der Erzählerin heißt – ebenso wie der 1974 verstorbene Vater Gabriele Wohmanns – Paul mit Vornamen. In dem Buch hat die Erzählerin drei Geschwister; eine Schwester und zwei Brüder; einen älteren und einen jüngeren – wie Gabriele Wohmann.
Mit Louisa, der Protagonistin im Buch, könnte Gabriele Wohmanns Mutter Luise gemeint sein. Gabriele Wohmanns 1930 geborene Schwester Doris könnte die Edith im Buch sein. Ihr 1946 geborener, jüngerer Bruder Alert könnte der Andi im Buch sein.
Und mehrfach wird jenes Haus in H. erwähnt, das sich der Großvater der Erzählerin als Alterssitz gekauft hatte. Gabriele Wohmanns Großvater väterlicherseits ist in Heppenheim (Bergstraße) gestorben.

## Form
Das Buch kann beinahe als Entspannungslektüre empfohlen werden – bis auf Kleinigkeiten. Irgendwann wird jeder beim Namen genannt – nur die Erzählerin behält ihren Namen für sich. Manche Wendung erscheint als gesucht: „Marie Rosas Lachen klingt schiffbrüchig“.
Die drei Schwestern lesen zum Beispiel Frances Hodgson Burnett und Ottilie Wildermuth.

## Rezeption
- 23. Februar 1998, Alfred Starkmann interviewt die Autorin in der Welt: Wer nur in der Phantasie lebt, endet in einem Trauerspiel
- 2012, Ilka Scheidgen: Gabriele Wohmann. Ein nie nachlassendes Interesse am Menschen. Ein Porträt zum 80. Geburtstag

## Verwendete Ausgabe
- Bitte nicht sterben. Roman. Piper, München 1993 (Erstausgabe), 362 Seiten, ISBN 3-492-03690-2